# Ski-Orientierungslauf-Europameisterschaften 2014
Die 9. Ski-Orientierungslauf-Europameisterschaften fand vom 5. März bis 14. März 2014 in der Gegend um Tjumen, Russland statt.

## Zeitplan
- 7. März: Mixed-Sprintstaffel
- 8. März: Sprint
- 9. März: Langdistanz
- 11. März: Mitteldistanz
- 12. März: Staffel

## Herren

### Sprint
| Platz | Land | Athlet                | Zeit      |
| ----- | ---- | --------------------- | --------- |
| 1     | RUS  | Andrei Lamow          | 11:54 min |
| 2     | FIN  | Ville-Petteri Saarela | 11:59 min |
| 3     | SWE  | Ulrik Nordberg        | 12:08 min |
| 4     | BUL  | Stanimir Belomaschew  | 12:16 min |
| 5     | SWE  | Erik Blomgren         | 12:18 min |
| 6     | NOR  | Hans Jørgen Kvåle     | 12:19 min |
| 7     | RUS  | Eduard Chrennikow     | 12:20 min |
| 7     | RUS  | Andrei Grigorjew      | 12:20 min |

Sprint: 8. März 2014

Titelverteidiger:  Stanimir Belomaschew

Länge: 3,6 km

Höhenmeter:

Posten:

### Mitteldistanz
| Platz | Land | Athlet               | Zeit      |
| ----- | ---- | -------------------- | --------- |
| 1     | RUS  | Wladimir Bartschukow | 33:29 min |
| 2     | RUS  | Andrei Lamow         | 33:33 min |
| 3     | NOR  | Hans Jørgen Kvåle    | 34:05 min |
| 4     | NOR  | Lars Hol Moholdt     | 34:08 min |
| 5     | SWE  | Peter Arnesson       | 34:12 min |
| 6     | RUS  | Kirill Wesselow      | 34:31 min |
| 7     | FIN  | Staffan Tunis        | 34:38 min |
| 8     | BUL  | Stanimir Belomaschew | 34:39 min |

Mitteldistanz: 11. März 2014

Titelverteidiger:  Hans Jørgen Kvåle

Länge:

Höhenmeter:

Posten:

### Langdistanz
| Platz | Land | Athlet               | Zeit      |
| ----- | ---- | -------------------- | --------- |
| 1     | BUL  | Stanimir Belomaschew | 1:33:50 h |
| 2     | RUS  | Andrei Lamow         | 1:34:15 h |
| 3     | NOR  | Lars Hol Moholdt     | 1:34:40 h |
| 4     | NOR  | Øyvind Watterdal     | 1:34:48 h |
| 5     | SWE  | Peter Arnesson       | 1:34:56 h |
| 6     | SUI  | Gion Schnyder        | 1:35:08 h |
| 7     | NOR  | Hans Jørgen Kvåle    | 1:35:48 h |
| 8     | RUS  | Eduard Chrennikow    | 1:36:09 h |

Langdistanz: 9. März 2014

Titelverteidiger:  Peter Arnesson

Länge:

Höhenmeter:

Posten:

### Staffel
| Platz | Land | Athleten                                            | Zeit      |
| ----- | ---- | --------------------------------------------------- | --------- |
| 1     | NOR  | Øyvind Watterdal Hans Jørgen Kvåle Lars Hol Moholdt | 1:23:35 h |
| 2     | RUS  | Wladimir Bartschukow Eduard Chrennikow Andrei Lamow | 1:23:48 h |
| 3     | FIN  | Janne Häkkinen Staffan Tunis Ville-Petteri Saarela  | 1:24:21 h |
| 4     | SWE  | Ulrik Nordberg Andreas Holmberg Peter Arnesson      | 1:25:29 h |
| 5     | SUI  | Andrin Kappenberger Gion Schnyder Christian Spörry  | 1:28:54 h |
| 6     | CZE  | Radek Laciga Michal Drobník Jakub Škoda             | 1:29:55 h |
| 7     | LAT  | Raivo Kivlenieks Nauris Neimanis Toms Veits         | 1:39:04 h |
| 8     | EST  | Priit Randman Asso Kesaväli Ilmar Udam              | 1:42:08 h |

Staffel: 12. März 2014

Titelverteidiger:  Ove Sætra, Lars Hol Moholdt, Hans Jørgen Kvåle

Länge:

Höhenmeter:

Posten:

## Damen

### Sprint
| Platz | Land | Athletin           | Zeit      |
| ----- | ---- | ------------------ | --------- |
| 1     | CZE  | Hana Hančíková     | 12:09 min |
| 2     | SWE  | Tove Alexandersson | 12:14 min |
| 3     | NOR  | Audhild Rognstad   | 12:26 min |
| 4     | RUS  | Julia Tarasenko    | 12:32 min |
| 5     | FIN  | Sonja Mörsky       | 12:35 min |
| 6     | SWE  | Frida Sandberg     | 12:38 min |
| 7     | FIN  | Milka Lepäsalmi    | 12:40 min |
| 7     | RUS  | Tatjana Rwatschewa | 12:40 min |

Sprint: 8. März 2014

Titelverteidigerin:  Tove Alexandersson

Länge:

Höhenmeter:

Posten:

### Mitteldistanz
| Platz | Land | Athlet                  | Zeit      |
| ----- | ---- | ----------------------- | --------- |
| 1     | SWE  | Tove Alexandersson      | 36:56 min |
| 2     | FIN  | Mira Kaskinen           | 37:10 min |
| 3     | FIN  | Sonja Mörsky            | 37:35 min |
| 4     | FIN  | Mervi Pesu              | 37:37 min |
| 5     | RUS  | Julia Tarasenko         | 37:46 min |
| 6     | RUS  | Tatjana Oborina         | 37:49 min |
| 7     | RUS  | Tatjana Rwatschewa      | 37:53 min |
| 8     | RUS  | Anastasija Krawtschenko | 37:56 min |

Mitteldistanz: 11. März 2014

Titelverteidiger:  Julia Tarasenko

Länge:

Höhenmeter:

Posten:

### Langdistanz
| Platz | Land | Athletin                   | Zeit      |
| ----- | ---- | -------------------------- | --------- |
| 1     | FIN  | Mervi Pesu                 | 1:15:00 h |
| 2     | RUS  | Tatjana Rwatschewa         | 1:15:01 h |
| 3     | RUS  | Anastasia Krawtschenko     | 1:16:12 h |
| 4     | RUS  | Maria Kechkina             | 1:16:26 h |
| 5     | FIN  | Mira Kaskinen              | 1:17:27 h |
| 6     | RUS  | Julia Tarasenko            | 1:17:31 h |
| 7     | RUS  | Tatjana Wlassowa           | 1:18:01 h |
| 8     | BUL  | Antonija Grigorowa-Burgowa | 1:18:11 h |

Langdistanz: 9. März 2014

Titelverteidigerin:  Tatjana Rwatschewa

Länge:

Höhenmeter:

Posten:

### Staffel
| Platz | Land | Athletinnen                                               | Zeit      |
| ----- | ---- | --------------------------------------------------------- | --------- |
| 1     | FIN  | Mira Kaskinen Sonja Mörsky Mervi Pesu                     | 1:14:03 h |
| 2     | RUS  | Anastasia Krawtschenko Julia Tarasenko Tatjana Rwatschewa | 1:15:01 h |
| 3     | NOR  | Christina Hellberg Anna Ulvensøen Audhild Rognstad        | 1:15:24 h |
| 4     | SWE  | Frida Sandberg Magdalena Olsson Tove Alexandersson        | 1:17:18 h |
| 5     | CZE  | Simona Karochová Kristýna Kolínová Hana Hančíková         | 1:20:29 h |

Staffel: 12. März 2014

Titelverteidigerinnen:  Anastasia Krawtschenko, Polina Maltschikowa, Tatjana Rwatschewa

Länge:

Höhenmeter:

Posten:

## Mixed-Sprintstaffel
| Platz | Land | Athleten                                        | Zeit      |
| ----- | ---- | ----------------------------------------------- | --------- |
| 1     | RUS  | Wladimir Bartschukow Julia Tarasenko            | 59:17 min |
| 2     | BUL  | Stanimir Belomaschew Antonija Grigorowa-Burgowa | 59:23 min |
| 3     | SWE  | Erik Rost Tove Alexandersson                    | 59:28 min |
| 4     | FIN  | Janne Häkkinen Mervi Pesu                       | 59:39 min |
| 5     | NOR  | Øyvind Watterdal Audhild Rognstad               | 59:59 min |
| 6     | CZE  | Jakub Škoda Hana Hančíková                      | 61:51 min |
| 7     | SUI  | Gion Schnyder Carmen Strub                      | 62:18 min |
| 8     | EST  | Priit Randman Daisy Kudre                       | 66:21 min |

Mixedstaffel: 7. März 2014

Titelverteidiger:  Anastasija Krawtschenko, Kirill Wesselow

Länge: 3 × 2,7 & 3 × 2,3 km

Höhenmeter:

Posten:

## Medaillenspiegel
| Platz | Land       | Gold | Silber | Bronze | Gesamt |
| ----- | ---------- | ---- | ------ | ------ | ------ |
| 1     | Russland   | 3    | 5      | 1      | 9      |
| 2     | Finnland   | 2    | 2      | 2      | 6      |
| 3     | Schweden   | 1    | 1      | 2      | 4      |
| 4     | Bulgarien  | 1    | 1      | –      | 2      |
| 5     | Norwegen   | 1    | –      | 4      | 5      |
| 6     | Tschechien | 1    | –      | –      | 1      |

## Erfolgreichste Teilnehmer
| Platz | Athlet/in            | Gold | Silber | Bronze | Gesamt |
| ----- | -------------------- | ---- | ------ | ------ | ------ |
| 1     | Wladimir Bartschukow | 2    | 1      | –      | 3      |
| 2     | Mervi Pesu           | 2    | –      | –      | 2      |
| 3     | Andrei Lamow         | 1    | 3      | –      | 4      |
| 4     | Tove Alexandersson   | 1    | 1      | 1      | 3      |
| 5     | Stanimir Belomaschew | 1    | 1      | –      | 2      |
| 5     | Mira Kaskinen        | 1    | 1      | –      | 2      |
| 5     | Julia Tarasenko      | 1    | 1      | –      | 2      |
| 8     | Hans Jørgen Kvåle    | 1    | –      | 1      | 2      |
| 8     | Lars Hol Moholdt     | 1    | –      | 1      | 2      |
| 8     | Sonja Mörsky         | 1    | –      | 1      | 2      |